# Difesa indiana
La difesa indiana è una apertura degli scacchi caratterizzata dalle mosse
1.d4 Cf6
Da questa apertura si originano molte delle difese più usate del nero contro 1.d4, come la nimzo-indiana, l'est-indiana e l'ovest-indiana: tutte queste sono difese ipermoderne, dove il bianco stabilisce una forte presenza al centro mentre il nero cerca di minare e distruggere la posizione avversaria. Queste aperture furono usate negli anni Venti dai giocatori della scuola ipermoderna, sebbene non furono del tutto accettate finché non furono giocate dai giocatori sovietici negli anni Quaranta, i quali mostrarono che questi sistemi erano solidi per il nero.
Le difese indiane sono considerate più ambiziose e rischiose delle aperture che si originano con la replica simmetrica 1...d5: con quest'ultima, infatti, il nero accetta una posizione passiva, con l'obiettivo di ottenere gradualmente delle possibilità di arrivare a una posizione pari e poi di contrattaccare. Al contrario, la precoce rottura di simmetria tende a favorire una battaglia per il centro in cui il nero crea controgioco senza necessariamente arrivare prima a una posizione di parità.
La seconda mossa del bianco è usualmente 2.c4, con lo scopo di guadagnare più spazio e di poter giocare Cc3 (in sostegno a una futura e4) senza bloccare il pedone c. Le repliche più giocate dal nero sono
- 2...e6, liberando l'alfiere di Re: da questa mossa si originano molte aperture come la difesa nimzo-indiana, l'ovest-indiana, la bogo-indiana; si può anche rientrare nel gambetto di donna rifiutato.
- 2...g6, preparando un fianchetto dell'alfiere di Re ed entrando nella difesa est-indiana o nella difesa Grünfeld.
- 2...c5, la difesa Benoni moderna.

Ci sono anche altre possibilità per il nero, fatte soprattutto per sorprendere l'avversario, come
- 2...e5, gambetto di Budapest.
- 2...d6, difesa vecchia indiana.
- 2...Cc6 Difesa Kevitz-Trajkovic (nota anche come difesa messicana).
- 2...b5. gambetto dei Pirenei.

Alcune di queste linee possono anche confluire in altre attraverso trasposizione.
| Controllo di autorità | GND (DE) 4114004-7 |